# Red Corral
Red Corral – jednostka osadnicza w Stanach Zjednoczonych, w stanie Kalifornia, w hrabstwie Amador.